# Сабена
Сабена (Sabena) је била национална авио-компанија Белгије базирана у Бриселу. Компанија је основана 1923. а банкротирала је 2001. године.